# Гульельмо ди Масса

Юдикаты средневековой Сардинии

Гульельмо ди Масса (italien Guglielmo di Massa, sarde: Gulielmu Ier Salusio V) (ум. 1214) — маркиз ди Масса, судья Кальяри с 1190.
Сын Оберто, маркиза ди Масса (Тоскана) и его жены Жиоржии ди Лакон-Гунале, дочери судьи Кальяри Костантино II.
В 1188 году Оберто ди Масса захватил юдикат Кальяри, сместив с престола брата своей жены Пьетро Торкиторио III.
После смерти отца (1190) Гульельмо ди Масса провозгласил себя судьёй под именем Гульельмо I Салюзио V.
В 1194 году силой захватил юдикат Торрес и сохранил контроль над ним, женив свою дочь Агнессу на Мариано II ди Торресе — наследнике смещённого судьи.
В феврале 1196 г. захватил юдикат Арборея, одержав победу над войском судьи Пьетро I ди Лакон-Серра. Пьетро I и его сын Баризоне попали в плен. Правитель части юдиката Угоне I ди Бас укрылся в Генуе. Через два года Гульельмо ди Масса предложил ему в жёны свою младшую дочь Прециозу и вернул будущему зятю часть владений (свадьба состоялась в 1206 г.).
В 1206 г. попытался захватить Галлуру, но юдикесса Елена вышла замуж за Ламберто Висконти, который и отразил нападение.
В 1213 году Гульельмо ди Масса потерпел поражение в битве с братьями Висконти при реке Фрижидо недалеко от Масса (Тоскана). Это положило конец его завоевательной политике. В следующем году он умер.
Гульельмо ди Масса был женат дважды. Первая жена — Аделаида, дочь Моруэлло Маласпина. От неё дети:
- Бенедетта ди Масса (ум. 1232), юдикесса Кальяри
- Агнесса (ум. после 1256), жена Мариано II ди Торреса и Раньери делла Герардеска.

Вторая жена — Гизиана Бургундионе, дочь Гвидо Бургундионе, графа ди Капрайя. Дочь:
- Прециоза (ум. ок. 1230), с 1206 жена Угоне I, судьи Арбореи.